# Torre Trieste
Torre Trieste, znany także jako „wieża wież” – szczyt o wysokości 2458 m n.p.m. w Dolomitach w masywie Civetty, położony w gminie Taibon Agordino w prowincji Belluno w północnych Włoszech. Jego spadzista – wypiętrzona na 750 m wysokości względnej – ściana skalna stanowi jeden z ważniejszych celów wspinaczkowych w Alpach. U podnóża szczytu, na wysokości 1714 m n.p.m. znajduje się schronisko Mario Vazzolera (wł. rifugio Mario Vazzoler).

## Dojazd
Do Torre Trieste prowadzi droga z Belluno przez La Valle Agordina, Agordo,  Listolade do schroniska Capanna Trieste. Stąd po 1,5 godzinie marszu można dotrzeć do schroniska Mario Vazzolera, położonego u podnóża Torre Trieste.

## Wspinaczka

### Pierwsze wejście
Pierwszego wejścia na Torre Trieste dokonali 16 lipca 1910 roku włoscy alpiniści Napoleone Cozzi i Alberto Zanutti.

### Ważniejsze dokonania alpinistyczne
Wśród pierwszych alpinistów, którzy osiągnęli wierzchołek Torre Trieste byli Raffele Carlesso i Riccardo Cassin, którzy stanęli na „wieży wież”. w latach 30. XX wieku.
W ostatnich kilku dekadach nowa generacja wspinaczy, takich jak: Luigi „Gigi” Dal Pozzo, Christoph Hainz, Mauro „Bubu” Bole czy Roberto Mazzilis, wytyczyła szereg trudnych dróg o bardzo wysokiej skali trudności UIAA: VII, VIII, a nawet IX. We wrześniu 2003 roku Mauro Bole poprowadził prawdopodobnie najcięższą drogę wspinaczkową na Torre Trieste, którą zadedykował pamięci francuskiego wspinacza klasycznego, alpinisty i przewodnika górskiego Patricka Berhaulta.

### Donnafugata
4 sierpnia 2007 roku Mauro Bole i Gabriele Gorobey po zaledwie 13,5 godzinach wspinaczki po raz pierwszy pokonali metodą klasyczną (używając jedynie nóg i rąk; wykorzystując sprzęt wspinaczkowy jedynie do asekuracji) drogę Donnafugata (o skali trudności 7a A2 lub 8a), wytyczoną południową ścianą Torre Trieste w dniach 1-8 września 2004 roku przez Christopha Hainza i Rogera Schali, którzy używali w tym celu spitów i kołków wspinaczkowych.

## Osiągnięcia polskich wspinaczy
- 23-26 lipca 1972 – Jerzy Kukuczka (z zespołem, w skład którego oprócz niego wchodzili: Jerzy Kalla, Tadeusz Łaukajtys i Zbigniew Wach[8]) – poprowadzenie drogi Direttissima dei Polacchi (brązowy medal „Za Wybitne Osiągnięcia Sportowe")[2][9]
- 1979  – Elżbieta Fijałkowska – poprowadzenie drogi Tissiego[10][11][12]